# فرانسيسكو غابريلي
فرانشيسكو غابرييلي أو فرانتشيسكو غابرييلي أو فْرَنْشِسْكو غَبْرييلي (الإيطالية: Francesco Gabrieli)، من مواليد إيطاليا (27 أبريل 1904 في روما - 13 ديسمبر 1996 في روما) ويُعَدُّ أحد كبار المستعربين والمستشرقين في إيطاليا في القرن العشرين.
كان مديرا لمعهد الدراسات الإسلامية في جامعة روما وأصدر العديد من الكتب المتعلقة بالحضارة العربية والإسلامية باللغة الإيطالية من بينها: خلافة هشام (1935)، التاريخ والحضارة الإسلامية (1947)، تاريخ الأدب العربي (1952). ألّف كتابا بالفرنسية عن نبي الإسلام عنونه «محمد» عام 1965.

## حياته
أوّلُ تجاربه في اللغة العربية كانت من خلال أبيه جوزِبِّي، الذي كان مدير المَكتبة لأكاديمية دي لينتشي، والذي ألّف كتابًا مُهمًّا عن الخنساء، الشاعرة الإسلامية. ألّف أطروحة الدكتوراة في اللغة العربية القديمة عن «المتنبي».
من 1928 إلى 1935 عمل محررًا في «دائرة المعارف الإيطالية». من 1935 حتى 1938 درس في جامعة نابولي بعدها صار محاضرًا في اللغة العربية وآدابها في جامعة روما حتى تقاعده عام 1979.
أراد غابرييلي أن تكون كتاباته عن التاريخ الإسلامي متاحة للعامة من الناس وأن يساهم في تعليمهمُ التاريخ الإسلامي. ساهم في كتابة العديد من المقالات للجرائد والكتب الشعبية، وبذل جهدًا خاصًّا ليؤكد قابلية قراءة كتاباته التي أُعدَّت للمتخصِّصين.

## دفاعه عن الاستشراق
دافَعَ غابرييلي عن الاستشراق ومنهجه العِلمي والمَعرفي. ورَدَّ في مقالته المنشورة في مجلة ديوجين الفرنسية، العدد 50 عام 1965 تحت عنوان «الدفاع عن الاستشراق»، على مقالة أنور عبد الملك «الاستشراق مأزومًا» التي كانت قد نشرت في المجلة ذاتها في العدد 44 عام 1963 واستفزَّتِ العديد من المستشرقين الغربيين إلى جانب غابرييلي من أمثال كلود كاهين ومكسيم رودنسون.
أَمَلَ غابرييلي في مقالته هذه أن يأتي ذلك اليوم الذي يتَّبع فيه المثقفون العرب المنهجية العِلمية في قراءة تاريخهم، وهي المنهجية ذاتها التي استند إليها المستشرقون في بحثهم في التاريخ العربي والإسلامي. ودَعَا أنورَ عبد الملك إلى تبني مناهج علمية أخرى إلى جانب المنهج الماركسي الذي تبنَّاه في نقده للاستشراق الغربي، وذكره في مقالته أن المنهج الماركسي الذي دافع عنه هو بحد ذاته من صنع الغرب وليس الشرق.
لم ينكر غابرييلي أن بعض المستشرقين كانوا عملاء للاستعمار مِثل القناصل والسفراء والتجار والمبشرين والعسكريين والتقنيين، ولكنه يجزم أن غالب المستشرقين حملوا معهم اهتمامات عِلمية ورغبة جامحة في البحث عن الحقيقة التاريخية والمَعرفية بعيدًا تماماً عن غايات بلدانهم السياسية. ويؤكد أن الاستشراق توسَّع في مفهومه حتى انبثقَت عنه في الغرب تخصصات عديدة، وداخِل هذه التخصصات تولدت تخصصات أكثر دقة، وأنَّ عددًا من مستشرقي القرن العشرين ناضلوا للدفاع عن الشرق من أمثال إدوارد براون ولويس ماسينيون وليون كايتاني.

## وصلات خارجية
- فرانسيسكو غابريلي على موقع ديسكوغز (الإنجليزية)
- سيرته الذاتية بالإنجليزية[وصلة مكسورة]